# Estrid Ericson

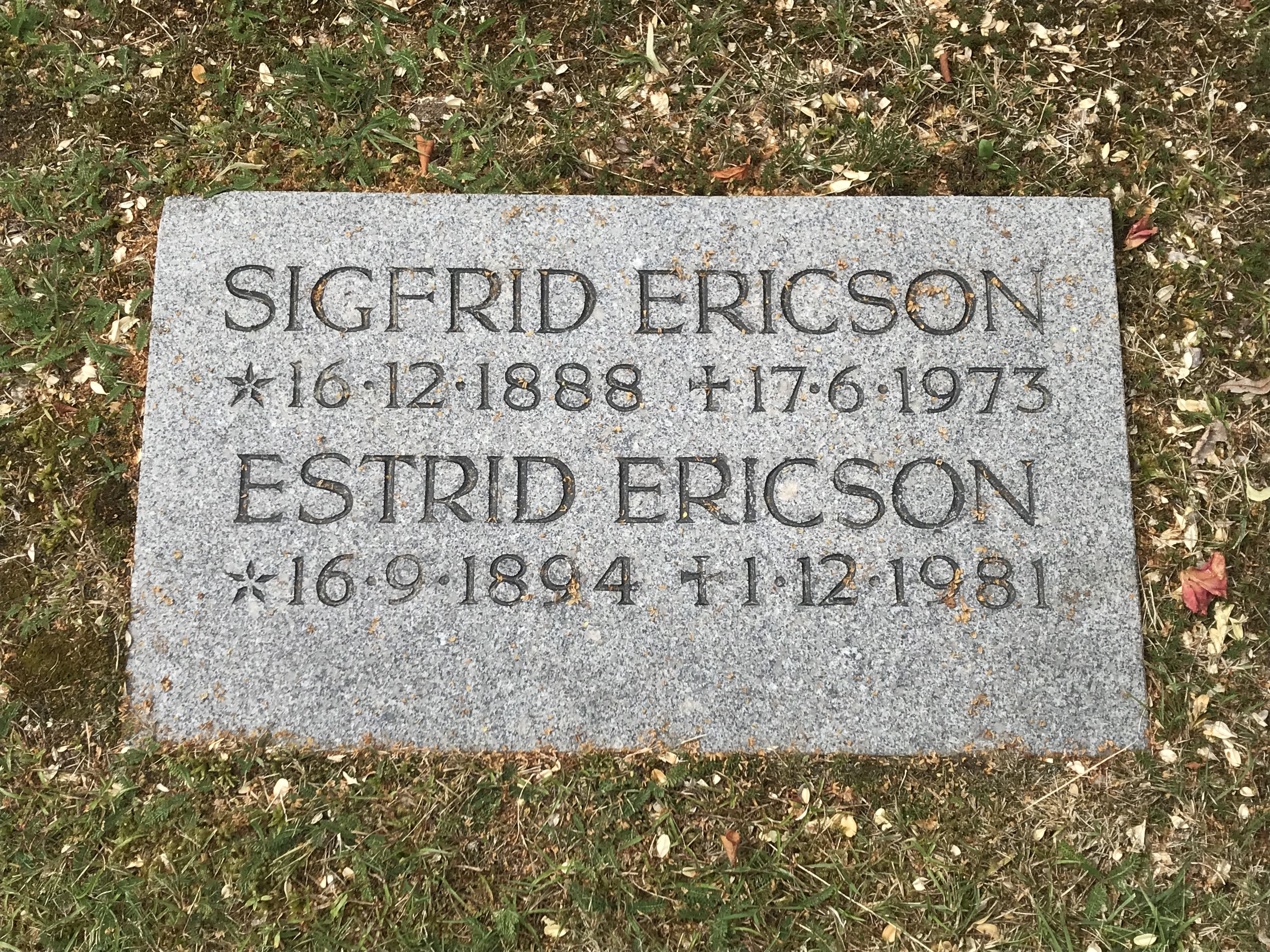
Gravvården på Hjo kyrkogård.

Estrid Maria Ericson, född Erikson den 16 september 1894 i Öregrunds församling, Uppsala län, död den 1 december 1981 i Stockholm, var en svensk formgivare, konsthantverkare och konstnärlig ledare och företagare.

## Biografi
Estrid Ericson växte upp i tidigare Hotell Royal i Hjo, vid Vätterns västra strand, där hennes far Adolf Erikson (död 1924) drev hotellrörelse. Hon utbildade sig till teckningslärare vid Tekniska skolan i Stockholm 1913–1918, där hon var kurskamrat med Tyra Lundgren. Hon var teckningslärare i Hjo i en termin innan hon började arbeta först vid Svensk Hemslöjd i Stockholm och 1920–1924 som konsulent på heminredningsfirman Wikman och Wiklunds avdelning Vackrare vardagsvaror. Hon grundade Firma Svenskt Tenn AB 1924 med en liten summa pengar som hon hade ärvt efter sin far, tillsammans med tennkonstnären Nils Fougstedt (1881–1954). Hon drev sedan företaget till 1978. De första åren arbetade hon med att formge tenn. Hon samarbetade med bland andra Uno Åhrén, Björn Trägårdh (1908–1998), Anna Petrus, Gunnar Asplund och, från 1934, med Josef Frank. År 1927 flyttade Svenskt Tenn från Smålandsgatan till nuvarande läge på Strandvägen i Stockholm, och där Estrid Ericson också hade sin egen lägenhet. Hon hade också från 1931 ett sommarhus, Tolvekarna, i Tyresö.
Under sina sista år i livet återgick Estrid Ericson till tennkonsten.
Hon gifte sig 1944 med sjökaptenen Sigfrid Ericson; hon är begravd på Hjo kyrkogård.
| ”                | ... hur ohämmat mångkulturell och okonventionell Ericsons smak var. Under Svenskt Tenns eklektiska formparaply samsas influenser av allt ifrån svensk allmoge, engelsk windsorstil och stram modernism till Mingbronser och kongolesisk batik, som i hennes älskade elefanttyg. ...denna vilda mix av stilar från när och fjärran, gammalt och nytt, högt och lågt... Att skapa en trivsam helhet av detta häftiga hopkok var Estrid Ericsons största konststycke. | „ |
| – Birgitta Rubin | |   |

Estrid Ericsonskolan i Hjo är uppkallad efter henne.

## Filmografi
- Estrid, film av John Tornblad och Johan Fågelström om Estrid Ericsons liv i Hjo under 20-talet, Affekt Film 2010